# جاموفاندو نغاتجزيكو
جاموفاندو نغاتجزيكو Jamuovandu Ngatjizeko، من مواليد 28 ديسمبر 1984 في أومارورو في ناميبيا، لاعب كرة قدم ناميبي.
بدأ مسيرته الكروية مع نادي سيفيكس في عام 2003، وهو يلعب معهم حتى الآن.
و هو يلعب مع منتخب ناميبيا لكرة القدم.

## وصلات خارجية
- جاموفاندو نغاتجزيكو على موقع الاتحاد الدولي (مؤرشف)  (الإنجليزية)
- جاموفاندو نغاتجزيكو على موقع قاعدة بيانات كرة القدم.إي يو (الإنجليزية)
- جاموفاندو نغاتجزيكو على موقع ناشيونال فوتبول تيمز (الإنجليزية)
- جاموفاندو نغاتجزيكو على موقع Soccerway.com (الإنجليزية)
- جاموفاندو نغاتجزيكو على موقع عالم كرة القدم.نت (الإنجليزية)